# Wedelia urbani
Wedelia urbani là một loài thực vật có hoa trong họ Cúc. Loài này được O.E.Schulz miêu tả khoa học đầu tiên năm 1911.